# Harold Faltermeyer
Hans Hugo Harold Faltermeier (Munique, 5 de outubro de 1952), conhecido profissionalmente como Harold Faltermeyer, é um músico, compositor e produtor musical alemão.
Faltermeyer é mais conhecido por compor o tema “Axel F” do longa-metragem Beverly Hills Cop, um influente sucesso do synth-pop dos anos 1980. Ele também compôs o “Top Gun Anthem” para o longa-metragem Top Gun e a música para os longas-metragens de Chevy Chase Fletch, Fletch e Fletch Lives. Os projetos Beverly Hills Cop e Top Gun renderam-lhe dois prêmios Grammy: o primeiro em 1986 de Melhor Álbum com trilha sonora original escrita para um filme ou especial de televisão, como co-roteirista do Beverly Hills Cop trilha sonora; e o segundo em 1987 de Melhor Performance Pop Instrumental com o guitarrista Steve Stevens por “Top Gun Anthem” da trilha sonora de Top Gun.
Como músico de estúdio, arranjador e produtor, Faltermeyer trabalhou com várias estrelas pop internacionais, incluindo Donna Summer, Amanda Lear, Patti LaBelle, Barbra Streisand, Glenn Frey, Blondie, Laura Branigan, La Toya Jackson, Billy Idol, Jennifer Rush, Sparks, Bob Seger, Bonnie Tyler, Al Corley e Pet Shop Boys.

## Discografia

### Partituras de filmes
| Ano  | Título                          | Diretor                | Notas                                           |
| ---- | ------------------------------- | ---------------------- | ----------------------------------------------- |
| 1978 | Midnight Express                | Alan Parker            | Arranjador                                      |
| 1980 | American Gigolo                 | Paul Schrader          | Arranjador                                      |
| 1980 | Foxes                           | Adrian Lyne            | Arranjador                                      |
| 1984 | Non-Stop Trouble with My Double | Reinhard Schwabenitzky | Com Arthur Lauber                               |
| 1984 | Thief of Hearts                 | Douglas Day Stewart    |                                                 |
| 1984 | Beverly Hills Cop               | Martin Brest           |                                                 |
| 1985 | Fletch                          | Michael Ritchie        |                                                 |
| 1986 | Top Gun                         | Tony Scott             |                                                 |
| 1986 | Fire and Ice (Feuer und Eis)    | Willy Bogner Jr.       | Com Hermann Weindorf, uma música                |
| 1987 | Fatal Beauty                    | Tom Holland            |                                                 |
| 1987 | Beverly Hills Cop II            | Tony Scott             | Também co-escreveu e produziu "Shakedown"       |
| 1987 | The Running Man                 | Paul Michael Glaser    | Trilha sonora da Deluxe Edition lançada em 2020 |
| 1987 | Starlight Express               | Andrew Lloyd Webber    | "The Race is On"                                |
| 1989 | Fletch Lives                    | Michael Ritchie        |                                                 |
| 1989 | Tango & Cash                    | Andrei Konchalovsky    | Trilha sonora lançada em 2006                   |
| 1990 | Blue Blood                      | Sidney Hayers          | Mini-série de TV, com Hermann Weindorf          |
| 1990 | Fire, Ice & Dynamite            | Willy Bogner Jr.       |                                                 |
| 1992 | Kuffs                           | Bruce A. Evans         |                                                 |
| 1994 | White Magic                     | Willy Bogner Jr.       |                                                 |
| 1994 | Asterix Conquers America        | Gerhard Hahn           |                                                 |
| 1995 | Frankie                         | Christoph Schrewe      | Minisséries de TV                               |
| 1997 | Der König von St. Pauli         | Dieter Wedel           | Minisséries de TV                               |
| 1997 | Jack Orlando                    | Toontraxx              | Videogame                                       |
| 2002 | Wake Up                         | Jorge Navarro Fica     |                                                 |
| 2007 | Two Worlds                      | Reality Pump           | Videogame                                       |
| 2010 | Cop Out                         | Kevin Smith            |                                                 |
| 2022 | Top Gun: Maverick               | Joseph Kosinski        | Com Hans Zimmer                                 |

### Álbuns
Como compositor / produtor / arranjador / músico / remixer
- Amanda Lear: I am a Photograph (1977)
- Roberta Kelly: Gettin' The Spirit (1978)
- Dee D Jackson: Cosmic Curves (1978)
- Giorgio Moroder and Chris Bennett: Love's in You, Love's in Me (1978)
- Giorgio Moroder: Battlestar Galactica (1978)
- Giorgio Moroder: E=mc2 (1979)
- Janis Ian: Night Rains (1979)
- Suzi Lane: Ooh, La, La (1979)
- The Sylvers: Disco Fever (1979)
- The Three Degrees: Three D (1979)
- Donna Summer: Bad Girls (1979)
- Donna Summer: The Wanderer (1980)
- Sparks: Terminal Jive (1980)
- Donna Summer: I'm a Rainbow (1981, arquivado até 1996)
- Al Corley: Square Rooms (1984)
- Laura Branigan: Self Control (1984)
- Laura Branigan: Hold Me (1985)
- Richard T. Bear: The Runner (1985)
- E. G. Daily: Wildchild (1985)
- Billy Idol: Whiplash Smile (1986)
- Donna Summer: All Systems Go (1987)
- Jennifer Rush: Heart Over Mind (1987)
- Jennifer Rush: Passion (1988)
- Chris Thompson: The Challenge (Face It) (1989)
- Franzisca: Hold The Dream (1990)
- Pet Shop Boys: Behaviour (1990)
- Dominoe: The Key (1990)
- Chris Thompson: Beat of Love (1991)
- Falco: Jeanny (Remix) (1991)
- Falco: Emotional (Remix) (1991)
- Chaya: Here's to Miracles (1993)
- Marshall & Alexander: Marshall & Alexander (1998)
- Bonnie Tyler: All in One Voice (1999)

### Singles selecionados
Como compositor / arranjador / produtor
- Camino De Lobo: "Carmen Disco Suite" (1983)
- Valerie Claire: "I'm a Model (Tonight's the Night)" (1984)
- Valerie Claire: "Shoot Me Gino" (1985)
- John Parr: "Restless Heart (Running Away with You)" (1988) (não disponível na trilha sonora de Running Man)
- Kathy Joe Daylor: "With Every Beat of My Heart" (1990)

### Singles selecionados, incluindo temas instrumentais
- Artists United For Nature: "Yes We Can" (1989) (7" e Certificado de Prata no Reino Unido)
- Harold Faltermeyer: "Axel F" (1984) (7" including "Shoot Out") (Certificado de Prata no Reino Unido)[5]
- Harold Faltermeyer: "The Race Is On / Starlight Express" (1987)
- Harold Faltermeyer & Steve Stevens: "Top Gun Anthem" (1986) (incluindo "Memories")
- Glenn Frey: "The Heat Is On" (1984) (7" incluindo "Shoot Out")
- Patti LaBelle: "Stir It Up" (1984) (7" incluindo "The Discovery")
- Marietta: "Fire and Ice" (1986) (7" & 12" incluindo versão dub instrumental)
- Chris Thompson: "The Challenge (Face It)" (tema de Wimbledon 1989, 7" e CD incluindo versão instrumental)

### Lançamentos solo
- Harold F (1987)
- Worldhits (1988?) (Arranjos de discoteca instrumental de várias canções conhecidas)
- Harold Faltermeyer featuring Joe Pizzulo: "Olympic Dreams" (1992) (CD single)

### Coleções
- Portrait of Harold Faltermeyer: His Greatest Hits (2003 double CD)